# Sauternes
Sauternes is een gemeente in het Franse departement Gironde (regio Nouvelle-Aquitaine) en telt 586 inwoners (1999). De plaats maakt deel uit van het arrondissement Langon.
Sauternes en de gemeente Barsac samen zijn als Sauternais bekend van beroemde zoete wijnen.

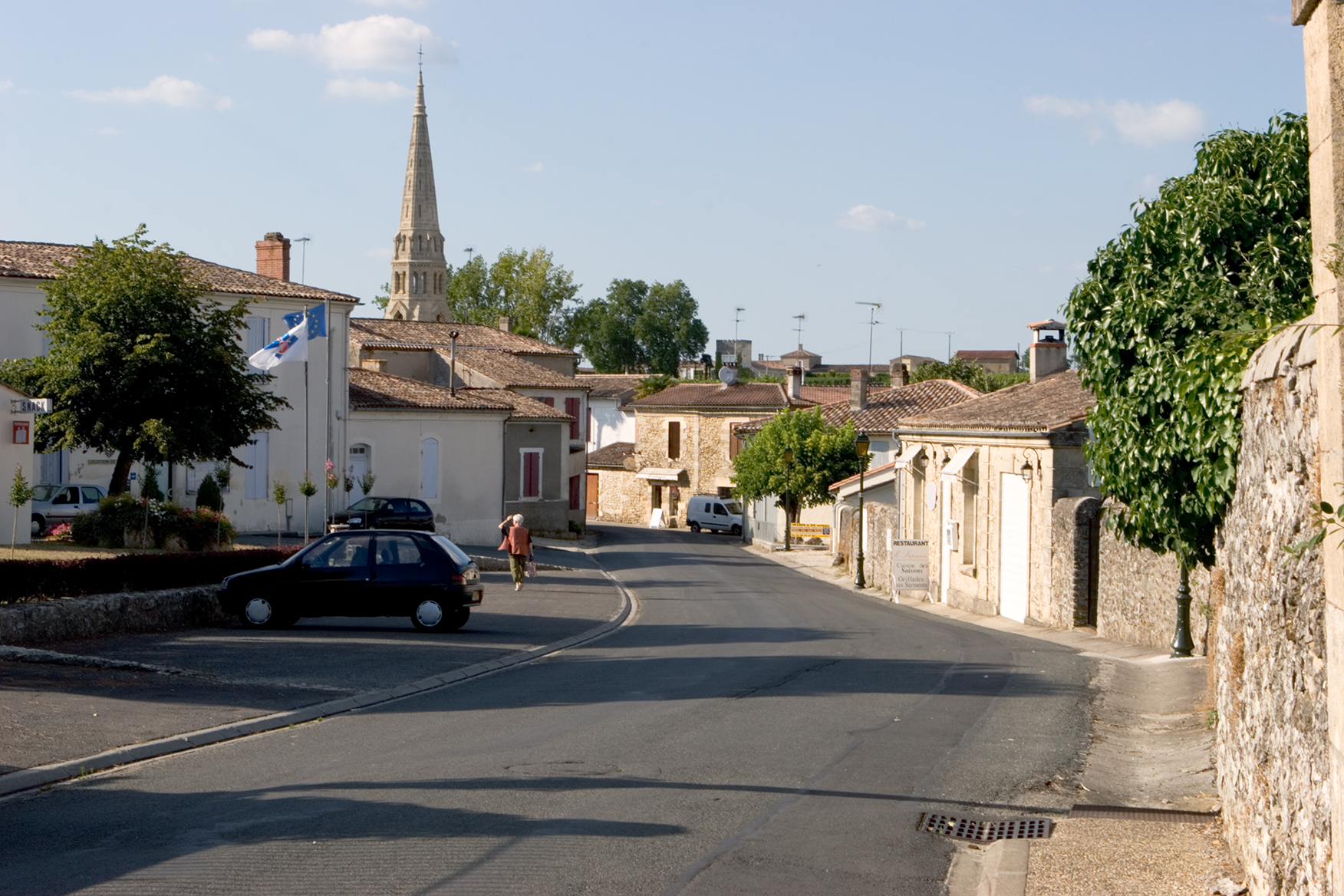
Sauternes

## Geografie
De oppervlakte van Sauternes bedraagt 11,3 km², de bevolkingsdichtheid is 51,9 inwoners per km².
De onderstaande kaart toont de ligging van Sauternes met de belangrijkste infrastructuur en aangrenzende gemeenten.

## Demografie
Onderstaande figuur toont het verloop van het inwonertal (bron: INSEE-tellingen).